# Капела „Водица” у Врбасу
Капела Водица у Старом Врбасу је најстарија капела у Војводини. Изграђена је 1794. године на месту где се налазио извор лековите воде.
Извор лековите воде је постојао и пре прокопавања канала и налазио се на самој обали Црне баре. Легенда говори да је на извор свратила породица с намером да напоји коње. Дете које је било болесно, попило је воде и оздравило. У знак захвалности, новчано су помогли изградњу капеле трговац Николић из Бачке Тополе и неименовани Буњевац из Суботице.
Због проширења корита Црне баре за потребе изградње канала 1793. године, извор је померен на данашње место.
Првобитно, 1794. године, Водица је била посвећена Светој Петки. Унутрашњост капеле је живописао Новак Радонић. У Капели се и данас виде остаци тих фресака.
У време Револуције 1848/49. године, капела је оштећена а 1852. године, обновљена.
После Другог светског рата уместо Свете Петке, празнује се Свети пророк Илија.
Капела се налази у регистру културних добара, заштићених законом.